# 카비온
《카비온》은 드림팩토리스튜디오가 제작한 대한민국의 애니메이션으로, 2023년 9월 2일부터 2024년 11월 9일까지 KBS 1TV에서 방영했다.

## 방영 일시
| 방송 채널 | 방송일                           | 방송 시간 |
| --------- | -------------------------------- | --------- |
| KBS 1TV   | 2023년 9월 2일 ~ 2024년 11월 9일 | 종료      |

## 등장 인물
- 우주
- 쿠리
- 해리
- 아로핑
- 바오
- 거북탱
- 엘리엇
- 피온

## 목소리 출연
- 허예은: 우주, 쿠리
- 장예나: 해리, 레아, 끼리코, 배트파파, 피비, 선샤인
- 장서화: 바오, 피온, 빙빙팽, 북빼미, 땅구리, 트리온
- 김지율: 엘리엇, 거북탱, 강산, 차콜, 어쌔징어
- 손선영: 순옥, 다미, 아만다, 아로핑
- 안영미: 지노, 지누, 보영, 클라렛, 샌드잭, 워터잭
- 김채하: 리라, 홍교장, 스피카, 토잉토리
- 김다올: 빠블로, 제임스, 그레이, 커트스파크, 코코
- 박성태: 태오
- 박민기

## OST
- 유은, 최정아 - 오프닝 보컬, 랩
- 박은비 - 엔딩 보컬

## 제작진
- 책임프로듀서: 손수희 (1 ~ 44화) 이태헌 (45화 ~ )
- 프로듀서: 목훈
- 총감독/기획/제작 총괄: 김희동
- 원작/제작/기획 - 드림팩토리스튜디오
- 감독: 현학주
- 시나리오 슈퍼바이저: 김민성
- 시나리오: 한지은
- 스토리보드 슈퍼바이저: 황재원
- 스토리보드: 김주리
- 연출: 황재원
- 조연출: 강동훈, 고지연, 박이슬
- 편집: 김수연
- 매니지먼트본부장: 정태연
- 매니지먼트본부: 고나영, 조민영, 장수현, 김도건
- 제작 실장: 이건호, 오주환
- 콘셉트 리드: 하동현
- 콘셉트 아티스트: 조현미, 백년미
- 모델링/텍스처 리드: 황희중
- 모델링/텍스처: 김지혜, 이동영, 장보배, 김현수, 서민재, 권용상, 탁범창, 이호림, 김수연
- 리깅: 김겨울, 홍승신
- 레이아웃 리드: 이성욱
- 레이아웃: 정명희, 이은영, 조윤혜
- 비주얼 이펙트 리드: 김성호
- 비주얼이펙트: 홍예진, 성재하, 백재경, 박지선
- 애니메이션 리드: 최문석
- 애니메이션: 진우철, 조성규, 김아란, 이창수, 변수현, 이효빈, 이재웅, 김지은, 김설희, 우은채, 주현희
- 라이팅/합성 리드: 박민식
- 라이팅/합성: 한지영, 박정준, 황정빈, 박소담, 이민재, 김강희, 이아름, 강호암, 신수빈
- 테크니컬 디렉터: 이호섭, 인희진, 노승택, 장영진
- 사운드 프로덕션: 스튜디오 도마
- 음악·음향감독: 양승혁
- 작곡·편곡: 양승혁, 배태랑, 안도현
- 오프닝·엔딩 음악: 스튜디오 도마, 양승혁
- 오프닝 작사: 드림팩토리스튜디오*
- 엔딩 작사: 스튜디오 도마
- 사운드 디자인·에디팅: 최윤영, 이상민, 김가희, 이재황
- 캐스팅·매니징: 김소미
- 폴리: 김금조, 이제엽
- 사업본부장: 이지선
- 사업본부 리드: 박태성
- 사업본부: 김근용, 김선민
- 기획: 김동희, 한동훈, 이소윤
- 경영고문: 이호승, 이순규
- 경영지원본부이사: 김민철
- 경영지원본부: 오승빈
- 시나리오 제작협력: 손시한, 최현아, 빅흥식, 김근영, 이성희, 허성훈
- 스토리보드 제작협력: 조성현, 박상민, 조인택, 아트플러스엠
- 모션그래픽: 윤성용
- 아트 제작협력: 윈블리, 노영현, 남우현
- 리깅 제작협력: 주식회사 엔지오, 아트앤드테크놀러지, 양진영
- 모델링 제작협력: 조은 디자인, 레드훅, (주) 팝콘픽쳐스, (주) 엔지오, 크림스튜디오, 디자인레벨
- 애니메이션 제작협력: 원더스카이, 바나나애니메이션, 에스와이 미디어, 비원비주얼이펙츠
- 비주얼 이펙트 제작협력: 터그 스튜디오, 비원비주얼이펙츠
- 라이팅·합성 제작협력: 비원비주얼이펙츠, 커비 스튜디오, 에스와이 미디어
- 투자: 로간벤처스(1화~최종화(52), 넥스트지민베스트먼트, 키글, KC lnvestment, Partners(27화~최종화(52), 오콘
- 제작지원: 문화체육관광부, 한국콘텐츠진흥원
- 홈페이지: KBS미디어, 김연재
- 종합편집: 이수은
- 자막디자인: 황은서
- 조연출: 차한결
- 연출: 목훈
- 기획: KBS
- 제작: 드림팩토리스튜디오
- 제공: 드림팩토리스튜디오(OST), KBS미디어(배급)
- 저작권: 2023 ~ 드림팩토리스튜디오 All rights reserved.

## 방영 목록
| 화차       | 제목                               | 방송 일자        |
| ---------- | ---------------------------------- | ---------------- |
| 1화        | 새로운 모험의 시작                 | 2023년 9월 2일   |
| 2화        | 꿈을 향한 첫걸음                   | 2023년 9월 9일   |
| 3화        | 돌아와 스피카                      | 2023년 9월 23일  |
| 4화        | 거북탱의 특별훈련                  | 2023년 10월 14일 |
| 5화        | 투란타의 분노                      | 2023년 10월 21일 |
| 6화        | 코코를 넘어라                      | 2023년 10월 28일 |
| 7화        | 괜찮을까 끼리코                    | 2023년 11월 4일  |
| 8화        | 바다가 대소동                      | 2023년 11월 11일 |
| 9화        | 반짝이는 것이 좋아                 | 2023년 11월 18일 |
| 10화       | 배트파파와 혼돈의 심연             | 2023년 11월 25일 |
| 11화       | 토잉토리는 귀여워                  | 2023년 12월 2일  |
| 12화       | 2위는 못뺏겨                       | 2023년 12월 16일 |
| 13화       | 그림자 속에 어쌔징어               | 2023년 12월 23일 |
| 14화       | 한밤을 담력 훈련                   | 2023년 12월 30일 |
| 15화       | 운명의 라이벌                      | 2024년 1월 6일   |
| 16화       | 스타가 될 레옹                     | 2024년 1월 13일  |
| 17화       | 깨우지마 코오리                    | 2024년 1월 20일  |
| 18화       | 쿠리의 스킬 진화                   | 2024년 2월 3일   |
| 19화       | 간식은 못 참아                     | 2024년 2월 17일  |
| 20화       | 친구가 되어줘                      | 2024년 3월 2일   |
| 21화       | 우리들은 진정한 3총사              | 2024년 3월 9일   |
| 22화       | 지옥 훈련은 싫어!                  | 2024년 3월 16일  |
| 23화       | 최강의 팀을 향해                   | 2024년 3월 23일  |
| 24화       | 찌릿찌릿 시티투어                  | 2024년 3월 30일  |
| 25화       | 포기하지 않아                      | 2024년 4월 6일   |
| 26화       | 다시 만날 그날까지                 | 2024년 4월 13일  |
| 27화       | 홈런왕 스윙고                      | 2024년 4월 20일  |
| 28화       | 토모리와 토토모의 협공             | 2024년 4월 27일  |
| 29화       | 불쓰트롱은 칭찬이 필요해           | 2024년 5월 4일   |
| 30화       | 피하기 달인 모롱                   | 2024년 5월 11일  |
| 31화       | 꼬깔룡의 선물상자                  | 2024년 5월 18일  |
| 32화       | 카크의 비밀                        | 2024년 5월 25일  |
| 33화       | 놀이공원의 위기                    | 2024년 6월 1일   |
| 34화       | 피비의 막강한 무기                 | 2024년 6월 8일   |
| 35화       | 땅구리, 배틀이 하고 싶어           | 2024년 6월 15일  |
| 36화       | 펀치왕은 누구?                     | 2024년 6월 22일  |
| 37화       | 분노의 펀치를 막아라               | 2024년 6월 29일  |
| 38화       | 반전의 붕붕하니                    | 2024년 7월 6일   |
| 39화       | 부메랑의 달인 드릴로               | 2024년 7월 13일  |
| 40화       | 따끔따끔 범인을 찾아내라           | 2024년 7월 20일  |
| 41화       | 특별훈련! 최후의 승자는 과연 누구? | 2024년 8월 17일  |
| 42화       | 크앙포포 끝없이 강해져라!          | 2024년 8월 24일  |
| 43화       | 다미와 자르게의 눈물               | 2024년 8월 31일  |
| 44화       | 하늘의 무법자 푸리                 | 2024년 9월 7일   |
| 45화       | 시작 아카데미 대항전               | 2024년 9월 21일  |
| 46화       | 완벽한 은신술                      | 2024년 9월 28일  |
| 47화       | 스포츠는 쿨하게                    | 2024년 10월 5일  |
| 48화       | 최강 야생 카비온 칼                | 2024년 10월 12일 |
| 49화       | 쿠리 에볼루션 파워 업              | 2024년 10월 19일 |
| 50화       | 거대 다크 카비온의 위협            | 2024년 10월 26일 |
| 51화       | 사라진 그림자                      | 2024년 11월 2일  |
| 최종화(52) | 가자! 보다 더 높은 곳을 향해       | 2024년 11월 9일  |

## 결방 및 편성안내
- 2023년 9월 16일: 2023 추석장사씨름대회 - 금강장사의 관계로 인해 결방했다.
- 2023년 9월 30일: 추석연휴 및 항저우 아시안 게임의 관계로 인해 결방했다.
- 2023년 10월 7일: 항저우 아시안 게임의 관계로 인해 결방했다.
- 2023년 12월 9일: 2023년 프로축구의 관계로 인해 결방했다.
- 2023년 12월 30일: 2023 KBS 국악대상의 관계로 인해 오후 3시 20분으로 편성했다.
- 2024년 1월 27일: 2024년 동계 청소년 올림픽의 중계방송의 관계로 인해 결방했다.
- 2024년 2월 10일: 설날연휴의 관계로 인해 결방했다.
- 2024년 2월 24일: 2024년 부산 세계탁구선수권대회의 관계로 인해 결방했다.
- 2024년 7월 27일 ~ 8월 10일: 파리 올림픽의 중계방송으로 인해 결방했다.
- 2024년 9월 14일: 추석연휴의 관계로 인해 결방했다.

## 관련 논문
- 김근영, 〈TV시리즈 애니메이션에 나타난 서사적 변주와 전략 - 〈카비온〉을 중심으로〉, 《한국엔터테인먼트산업학회 논문지》 19-2, 한국엔터테인먼트산업학회, 2025년